# اغتيال ريتشارد نيكسون
اغتيال ريتشارد نيكسون (بالإنجليزية: The Assassination of Richard Nixon)‏ فيلم دراما تم إنتاجه في المكسيك والولايات المتحدة وصدر في سنة 2004. الفيلم من إخراج نيلز مولر من بطولة شون بن ودون شيدل ونعومي واتس ومايكلتي ويليامسون وجاك تومسون.

## الممثلون والشخصيات
- شون بن
- دون شيدل
- نعومي واتس
- مايكلتي ويليامسون
- جاك تومسون

## وصلات خارجية
- اغتيال ريتشارد نيكسون على موقع IMDb (الإنجليزية)
- اغتيال ريتشارد نيكسون على موقع ميتاكريتيك (الإنجليزية)
- اغتيال ريتشارد نيكسون على موقع روتن توميتوز (الإنجليزية)
- اغتيال ريتشارد نيكسون على موقع نتفليكس (الإنجليزية)
- اغتيال ريتشارد نيكسون على موقع ألو سيني (الفرنسية)
- اغتيال ريتشارد نيكسون على موقع Turner Classic Movies (الإنجليزية)
- اغتيال ريتشارد نيكسون على موقع أول موفي (الإنجليزية)
- اغتيال ريتشارد نيكسون على موقع بوكس أوفيس موجو (الإنجليزية)
- اغتيال ريتشارد نيكسون على موقع فيلمافينيتي (الإسبانية)
- اغتيال ريتشارد نيكسون على موقع قاعدة بيانات الأفلام السويدية (السويدية)